# Хипстер (поткултура)
Хипстер је припадник савремене истоимене поткултуре. Хипстери су обично белци, рођени у периоду од 1980. до 2000, који насељавају урбане средине и припадају средњој или вишој друштвеној класи. Описују се као љубитељи инди и алтернативне музике, заступници прогресивних и либералних политичких ставова, органске и вегетаријанске/веганске исхране и алтернативних начина живота. Такође, повезују се и са специфичном модом, која подразумева половну и старомодну одећу, често купљену на бувљацима и радњама половне робе, наочарима за вид са црним оквиром, брадама, тетоважама и слично.
Припадници ове поткултуре се никада сами не идентификују као хипстери, већ се термин хипстер у свакодневном говору чешће употребљава као увредљив израз, када се жели описати претенциозна, помодна и испразна особа. У јавности је термин почео да се користи средином деведесетих, да би своје пуно значење достигао крајем прве и почетком друге деценије двадесет и првог века. Хипстере у савременом значењу не треба бркати са истоименим покретом из џез ере четрдесетих и педесетих година двадесетог века, када се под хипстером подразумевао млади белац, који је усвојио понашање и културу црначких џез музичара.
Иако је покрет наишао на махом негативне критике у јавности, постоје и поједини теоретичари који су одбацили постојање хипстера, сматрајући читав концепт тржишним митом маркетиншких агенција, који осликава двосмерни однос између капиталистичког тржишта и алтернативно оријентисаних потрошача.

## Настанак термина и првобитно значење
Под изразом хипстер током двадесетог века подразумевале су се различите ствари. Термин је настао током џез ере у САД, од придева „хип”, односно „хеп”. Порекло придева „хеп” није са сигурношћу разрешено. Неки сматрају да је у питању изведеница речи „хоп”, жаргонског израза за опијум, док други верују да потиче из западне Африке од речи „хипи”, у значењу „отворити нечије очи”. Трећи су указали на могућност да придев води порекло од обичаја да се лежи наслоњен на нечији кук (на енглеском: hip) приликом пушења опијума. Најстарија, историјски потврђена, употреба овог придева потиче из 1902, у значењу „свестан” или „упућен” у растућу културу џеза. У касним тридестим, у ери свинга, „хеп” је замењен изразом „хип”. Арти Шоу је описао Бинга Крозбија као: „првог хип белца рођеног у Сједињеним Државама”. Убрзо је придеву додељен суфикс „-стер” (као у речи „гангстер”) и тако је реч хипстер ушла у енглески језик.
Први речник који га је уврстио у своје одреднице био је кратки лексикон „За особе које не разумеју говор џајва” („For Characters Who Don't Dig Jive Talk”), који се продавао заједно са албумом Харија Гибсона „Boogie Woogie In Blue”. Под одредницом хипстер стајала је дефиниција: „особа која воли хот џез”. Речник није садржао све одреднице џајв жаргона, већ само оне које су се спомињале у песмама на албуму. Убрзо су се јавиле и нове дефиниције овог термина, што сведочи о његовој фреквентности на џез сцени.
Под овим термином ускоро су почели да се подразумевају млади белци средње класе који су прихватали начин живота црначких џез музичара. У ову групу су се убрајали, између осталих, џез музичари белци попут Бенија Гудмана, Герија Мулигана, Стана Гетца, Меза Мезрова, Барнија Кесела, Дока Помуса, Бинг Крозбија, Френка Синатре, Чета Бејкера, Џина Крупа и других.
Супкултура се брзо ширила, те је почела да обухвата и књижевност. Џек Керуак је хипстере описао као „растућу и покретну Америку, особе посебне духовности који се смуцају и аутостопирају свуда”. У првим стиховима поеме Урлик Алена Гинзберга стоји стих: „Хипстери анђеоских глава изгарају за древном небеском везом са звезданим генератором у машинерији ноћи”. Норман Мајлер је у есеју „Бели црнци” хипстере назвао „америчким егзистенцијалистима” и „људима који знају да ако је наше колективно стање такво да живимо са свешћу да атомски рат може изазвати тренутну смрт, да држава као l’univers concentrationnaire може изазвати релативно брзу смрт и да спора смрт може доћи путем конформизма који гуши сваки креативни и бунтовнички нагон”, онда је „једини животодавни одговор тај да се прихвате услови које поставља смрт да се живи под сталном претњом смрти, да се отуђи од друштва, де се живи без корена, да се отисне на путовање неистраженом територијом бунтовничких захтева властите личности”.

## 1990-е до данас
Израз хипстер је у данашњем значењу почео да се користи средином деведесетих, да би своје пуно значење достигао крајем прве и почетком друге деценије двадесет и првог века. Пошто се нико не идентификује под тим именом, више медија је покушало да објасни читав феномен. Тако је Ден Флечер у чаопису Тајм, јула 2009. објавио текст о хипстерима, где је између осталог истакао: „Хипстери су твоји пријатељи који ти се подсмехну када чују да волиш Колдплеј. То су људи који носе мајице са цитатима из филмова за које никад ниси чуо и једини у Америци који и даље мисле да је Pabst Blue Ribbon добро пиво. Они носе каубојске шешире и беретке и сматрају да им је Канје Вест украо наочаре за сунце. Све на њима је брижљиво осмишљено да би створили утисак да их није брига”.
Мет Гранфилд је у својој књизи „Хипстерматик” из 2011. на следећи начин објаснио феномен: „Док су друштвени главни токови почетком 21. века били окупирани ријалити програмима, денс музиком и проналажењем доњег веша Бритни Спирс, устанак се тихо и свесно одигравао иза кулиса. Давно заборављени стилови одеће, пива, цигарета и музика постали су поново популарни. Ретро је постао кул, животна средина је постала важна, а старо је постало ново „ново”. Клинци су пожелели да носе шалове Силвије Плат и наочаре Бадија Хола, уживајући у иронији да нешто штреберско може да постане кул. Желели су да живе одрживо и да се хране органским житарицама без глутена. Изнад свега, они су желели да буду препознати као другачији - да се разиђу са мејнстримом и пронађу културну нишу само за себе. За нову генерацију стил није нешто што купујеш у робној кући, већ нешто што сам проналазиш пребирајући по продавницама половне одеће или, још боље, што сам направиш. Постало је кул да не изгледаш као телевизијска звезда, него као особа која никад није гледала телевизију”.
Са хипстерском супкултуром се често повезују бицикле без брзина, веганство, федора шешири, плетење, урбано пчеларство, кафе специјалитети, препарирање, часови књиговеза итд. Такође, хипстери се често стереотипно повезују са употребоммарихуане и других опијата.